# Bob Lazar
Robert Scott "Bob" Lazar, född 26 januari 1959 i Coral Gables, Florida, är en amerikansk ufolog. Lazar hamnade i blåsväder efter att ha gått ut i media med att han arbetat på den amerikanska hemliga basen Area 51 (eller rättare sagt på basen S-4 som ligger i närheten) och där arbetat som fysiker med uppgift att studera utomjordiska farkoster och försöka lära sig hur de fungerade för att kunna anpassa dem efter människan. 

## Vittnesmål
Lazar säger att han först fick erbjudande om en tjänst på S-4 av doktor Edward Teller. Han blev upplyst om att hans uppdrag skulle bli att studera hur de utomjordiska farkoster fungerade, vilka Teller sade fanns på basen. Lazar säger vidare, att när han först såg farkosterna, trodde han att det rörde sig om hemliga flygplan, och att det sannolikt var testflygningarna med dessa som hade orsakat ett antal UFO-rapporter. Efter att ha delgivits information om vad dessa farkoster egentligen var, säger han sig ha insett att de inte kunde vara av jordiskt ursprung. 
Lazar kom vid sina undersökningar fram till att farkosterna drevs med ett bränsle som bestod av grundämne nr 115, moskovium, då kallat ununpentium. Detta grundämne kan generera en form av antigravitation då det bombarderas av partiklar. I praktiken används detta bränsle till att vika rumtiden och på så sätt drastiskt förkorta restiden genom rymden; allt detta enligt Lazars utsaga.
Enligt Lazar kan detta grundämne inte existera på jorden, eftersom det inte finns någon supernova i vår del av Vintergatan. Det är endast i en supernova som omständigheterna tillåter grundämnen med så höga atomnummer att bildas. Andra delar av universum kan dock innehålla detta grundämne. I framtiden kommer även människan att kunna använda sig av moskovium för rymdresor, säger Lazar vidare.
År 2004 lyckades emellertid amerikanska och ryska forskare att skapa den framställda isotopen, som dock visade sig vara ytterst instabil.
I november 1989 intervjuades Lazar i TV av reportern George Knapp. Det var vid detta tillfälle som Lazar först omnämnde sitt arbete på Area 51 och på S-4. I augusti året efter fick George Knapp vetskap om ett dokument, som visade att Lazar verkligen hade fått pengar av det amerikanska ’Department of Naval Intelligence’, det vill säga det departement under vilket Area 51 och S-4 lyder.

### Kritik
Lazars påståenden har kritiserats för att de aldrig styrkts med bevis. Dessutom har hans vetenskapliga kunnande ifrågasatts.
- Enligt Lazar har grundämne 115 lång hållbarhet, minst ett par år, medan experiment på jorden visat att det endast existerar i 90 millisekunder innan det faller sönder, först till grundämne 113 och därefter till ännu mindre kärnor. Lazar säger att denna diskrepans beror på att grundämne 115 är betydligt mer stabilt i sin naturliga form, som beståndsdel i supernovor, än i ett laboratorium på jorden. Dock har experiment på jorden endast tillverkat Uup-287 och Uup-288 vilka är tämligen instabila medan Lazar säger sig ha arbetat med Uup-299 innehållande 184 neutroner vilket skall, enligt honom, vara betydligt stabilare.

- Lazar hävdar att han har fått utmärkelser från ett par universitet, så som Massachusetts Institute of Technology och California Institute of Technology. Men undersökningar[förtydliga] har visat att inget av dessa universitet har givit Lazar någon utmärkelse av vad slag det vara månde. Det finns inga bevis på att Lazar ens satt sin fot på något av dessa universitet. Lazar påstår istället att detta beror på att myndigheterna från högsta ort beordrats att radera alla arkiv som skulle bevisa hans påstådda utbildning.

- Stanton Friedman, fysiker och ufolog, har upptäckt att Lazars utbildning inte är så hög som han själv har påstått. Friedman upptäckte att Lazar gick ut grundskolan rankad som 261 av 369 och att Lazar var registrerad som student på Los Angeles Pierce College under samma tid som Lazar själv säger att han studerat på Massachusetts Institute of Technology.[1]

- På United Nuclears kommersiella webbplats skriver Lazar att han har arbetat vid Los Alamos nationallaboratorium. Laboratoriet har bemött detta påstående med att säga att de aldrig haft någon anställd där vid namn Bob Lazar.

## Nuvarande arbete
Lazar driver ett eget företag, United Nuclear, genom vilket han säljer diverse teknisk materiel så som kraftiga magneter, radioaktiva ämnen samt kemikalier. Lazar säger att United Nuclear har över 300 000 nöjda kunder, exempelvis polisen, skolor och forskare.

## Kuriosa
Ämnet moskovium används som bränsle till vissa farkoster i datorspelet UFO: Enemy unknown, (där kallat elerium-115) så spelskaparna inspirerades möjligen av detta. 
Även i datorspelet Tomb Raider III: Adventures of Lara Croft (1998) återfinns "Element 115" i vad som förefaller vara en utomjordisk farkost i Area 51. Äventyrerskan är på jakt efter 4 delar av en meteorit - Infadastenen, Ora-dolken, Isis öga samt Element 115. Alla fyra delar kommer från samma källa, så av allt att döma består allihop av moskovium.